# Багатогорбкозубі
Багатогорбкозу́бі, багатогорбкуваті (Multituberculata) — вимерлий ряд невеликих (найбільші досягали розмірів бобра) однопрохідних рослиноїдних ссавців.
Багатогорбкозубі мали два-три передньозадні ряди горбків на жуйній поверхні кутніх зубів, різці, схожі на різці гризунів, воронячі кістки в плечовому поясі (таку будову зубів мають й Хараміїди).
Багатогорбкозубі відомі з верхнього тріасу Південної Африки, юри Європи і Північної Америки, крейди і палеоцену Північної Америки, Європи і Азії — всього близько 30 родів.
Багатогорбкозубі були яйцеживородними, як і їх сучасний нащадок качконіс, який у молодому віці має 10 багатогорбкових кутніх зубів. Пов'язана з рослиноїдністю багатогорбковість зубів відома також у деяких плацентарних ссавців, що вказує на явище паралельної екологічної спеціалізації в групах тварин різних часів.

## Опис

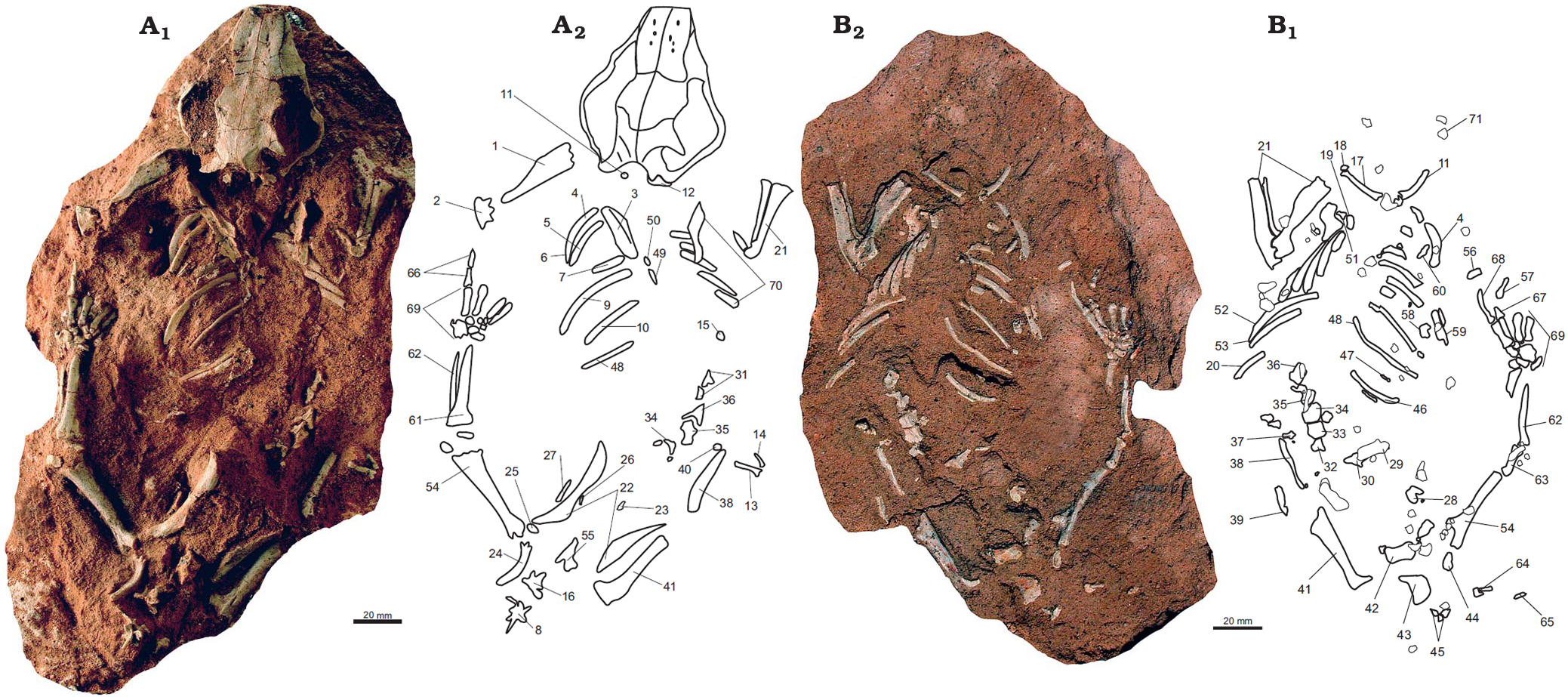
Скелет катопсбаатара

Анатомія черепа і зубів у багатогорбкувтих була зовні схожа на анатомію сучасних гризунів, таких як миші та щури: щічні зуби відокремлені від долотоподібних передніх зубів широким беззубим проміжком (діастемою). На відміну від гризунів, у яких зуби постійно ростуть, у багатогорбкозубих відбувалася заміна зубів, характерна для більшості ссавців (хоча принаймні у деяких видів нижні різці продовжували прорізуватися ще довго після закриття кореня).
Будова тазу у Multituberculata дозволяє припустити, що вони народжували крихітних безпорадних, недорозвинених дитинчат, аналогічно сучасним сумчастим, таким як кенгуру. Однак дослідження 2022 року показало, що вони, можливо, насправді мали довгий період вагітності, як і плацентарні ссавці.